# Colca

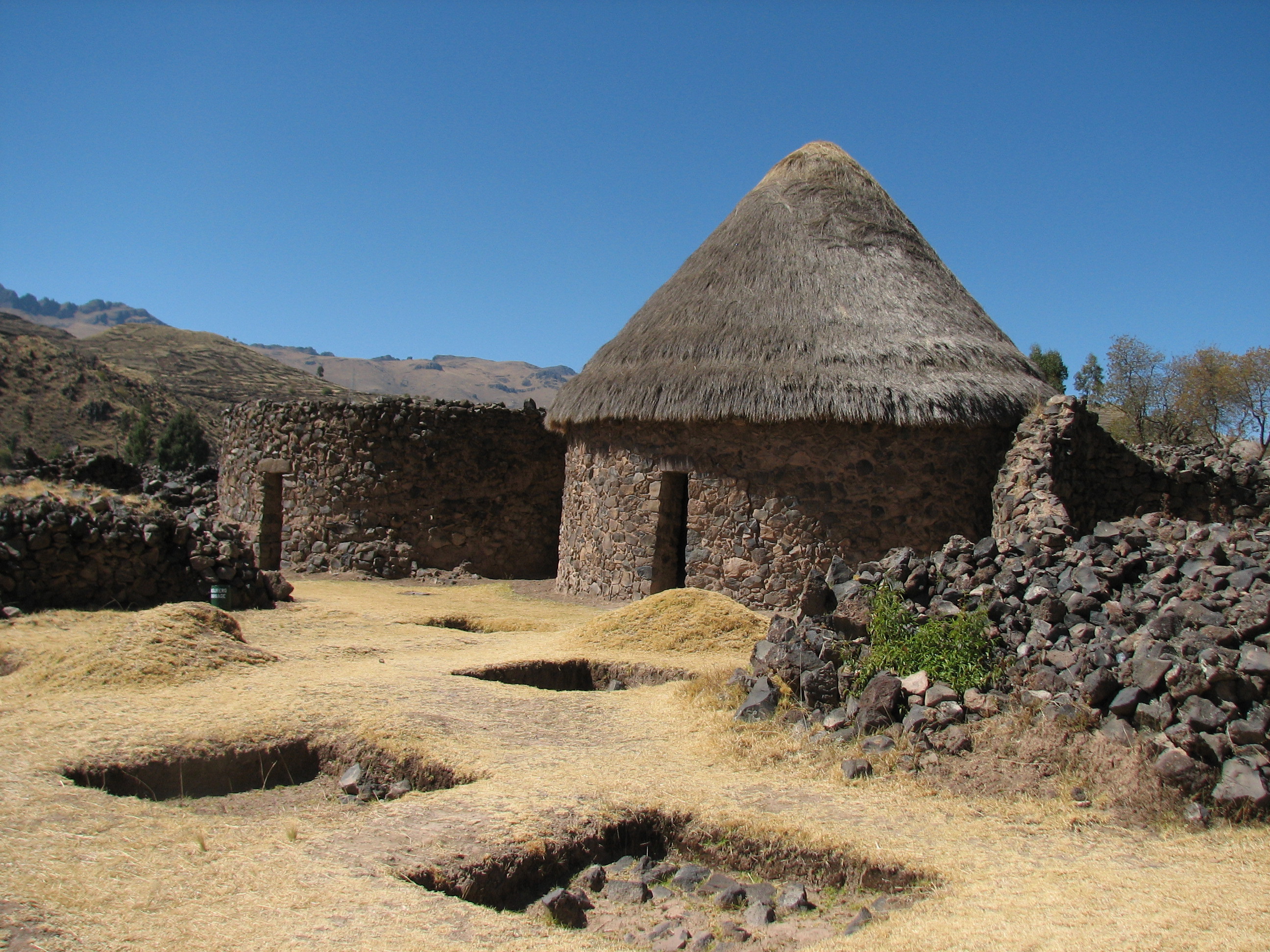
Colcas de Raqchi.

Colca (em quichua: qullqa), também pode ser encontrada nas grafias collca, qollqa ou quolca, era uma estrutura arquitetônica construída em larga escala durante o Império Inca, que servia de depósito para alimentos e suprimentos. As construções eram projetadas para maximizar o tempo de conservação dos alimentos.

## Utilização
As colcas foram construídas para armazenar alimentos e suprimentos, que eram utilizados para abastecer o exército em marcha, para os trabalhadores do império e para as provisões da população inca em períodos de escassez da colheita. O controle do estoque era feito com quipo, um sistema feito de cordas coloridas e nós.
Através de estudos arqueológicos, verificou-se que os alimentos mais armazenados eram a batata, o milho e a quinoa. Também armazenavam folhas de coca, charque de lhamas, vicunhas e veado, chuño, feijão, algodão, fibra de camelídeo, sandálias, armas, armaduras, lãs e madeira.

## Construção
Eram escolhidos lugares altos, de baixa temperatura e com ventos constantes. As estruturas eram construídas com sala única, geralmente de formato circular para armazenar grãos e retangular para armazenar raízes. Para as paredes, eram utilizadas pedras e/ou adobe, e para o piso era utilizado cascalhos. Para manter os alimentos secos e frescos, construíam canais de drenagem para as águas pluviais, e sistema de ventilação natural no piso e próximo ao telhado para que a brisa fresca percorresse o ambiente. As colcas possuíam uma área de armazenagem entre três metros cúbicos e meio a cinco metros e meio.